# Elsinoe batatas
Espèce
Elsinoe batatas est une espèce de champignons ascomycètes de la famille des Elsinoaceae à répartition cosmopolite. C'est un champignon phytopathogène qui affecte les plantes du genre Ipomoea, notamment la patate douce (Ipomoea batatas). Il est responsable chez cette dernière de la maladie appelée anthracnose ou gale de la patate douce.
La forme asexuée du champignon (anamorphe) est Sphaceloma batatas.

## Synonymes
Selon BioLib (27 novembre 2019) :
- Elsinoë batatas Viégas & Jenkins
- Sphaceloma batatas Sawada